# 36 Brygada Pancerna (Bundeswehra)
36 Brygada Pancerna (niem. Panzerbrigade 36) – pancerny związek taktyczny Bundeswehry.
W okresie zimnej wojny Brygada wchodziła w skład 12 Dywizji Pancernej i przewidziana była do działań w pasie Centralnej Grupy Armii.

## Struktura organizacyjna
| Organizacja PzBrig 36 w 1989 | Organizacja PzBrig 36 w 1989        | Organizacja PzBrig 36 w 1989 |
| Godło                        | Pododdział                          | Miejsce stacjonowania        |
| ---------------------------- | ----------------------------------- | ---------------------------- |
|                              | dowództwo brygady                   | Bad Mergentheim              |
|                              | 361 batalion pancerny               | Külsheim                     |
|                              | 362 batalion grenadierów pancernych | Walldürn                     |
|                              | 363 batalion pancerny               | Külsheim                     |
|                              | 364 batalion pancerny               | Külsheim                     |
|                              | 365 batalion artylerii              | Walldürn                     |